# 克孜勒苏柯尔克孜自治州
克孜勒苏柯尔克孜自治州（维吾尔语：قىزىلسۇ قىرغىز ئاپتونوم ئوبلاستى，拉丁维文：Qizilsu Qirghiz Aptonom Oblasti），简称克孜勒苏州、克州，意为「紅水」或「紅河」，是中华人民共和国新疆维吾尔自治区下辖的自治州，位于新疆西部，是中国领土的最西端。州境东接阿克苏地区，南邻喀什地区，西界塔吉克斯坦，北达吉尔吉斯斯坦。地处天山山脉南缘、帕米尔高原东部、塔里木盆地西北边垂和昆仑山北坡，境内群山起伏。主要河流有托什干河、布谷孜河、恰克玛克河、克孜勒苏河、盖孜河、库山河、叶尔羌河等，有布伦库勒湖、喀拉库勒湖等湖泊。全州总面积72,468平方公里，人口約62.5万人，柯尔克孜族人口比例约27%，維吾爾族人口比例约65%，自治州人民政府驻阿图什市帕米尔路西3院。

## 名稱
克孜勒蘇（Kizilsu，Kizil Su）一名來自克孜勒苏河，「克孜勒蘇」在吉爾吉斯語（柯爾克孜語）中意為「紅水」或「紅河」 ，與吉爾吉斯斯坦境內的克孜勒‧蘇地名相近。「克孜勒」（Kizil）意為「紅」則可見於黑孜葦鄉（Kiziloy）、克孜爾千佛洞（Kizil Caves）、克孜勒陶鄉（Kizilto），以及俄羅斯聯邦圖瓦共和國首都克孜勒（Kyzyl）等等。類似有「蘇」（su）意為「水」的突厥語言地名還有七河地區（Zhetysu）、阿克蘇（Aksu，意為白水）、溫宿（Onsu，意為十水）等等。

## 历史

### 前佛教時代
克孜勒蘇在上古為塔里木盆地周邊印歐語系古吐火羅語部族的居住地，屬於疏勒、捐毒、尉頭等國，鄰近蔥嶺，居民可能信奉祆教。
前177年左右，疏勒等國受大月氏擴張壓迫，被迫投靠強盛的匈奴，為其三十六屬國之一。前128年，西漢張騫出使西域，之後經過反覆爭奪，前60年，克孜勒蘇被納入西漢勢力範圍，受西域都護府節制。西漢末年，漢帝國內亂，勢力消退，克孜勒蘇再次成為匈奴、大月氏、莎車等勢力爭奪的戰場。西元73年後，東漢班超長期以疏勒作根據地，與北匈奴爭奪對西域的控制權。

### 佛教時代
西元150年左右，疏勒等國從屬於大月氏部族建立的貴霜帝國（Kushan），當時貴霜君主為迦膩色伽一世（Kanishka），史稱「迦膩色伽大帝」，其治下為貴霜帝國的全盛時期。疏勒跟隨貴霜，以佛教為國教。得到奧援的疏勒國力強盛，稱霸塔里木盆地南部，克孜勒蘇也由其統治。
3世紀末，疏勒接連發生宮廷鬥爭，疏勒王連相殺害，內亂不斷。323年，疏勒被龜茲征服，成為附庸。5世紀時，疏勒一度從屬於東來的柔然。6世紀初，月氏的後裔嚈噠（Hephthalite）帝國趁柔然衰敗之機，東進塔里木盆地，疏勒也被嚈噠征服。嚈噠於大漠南北與北魏爭雄，並與柔然結盟，廣泛活動於阿爾泰山脈以西，克孜勒蘇也屬於嚈噠地域。
558～567年間，波斯薩珊王朝和中亞新興的遊牧者古突厥聯盟，在布哈拉之戰夾殺嚈噠帝國，兩國戰勝後瓜分了嚈噠的領地與附庸國，克孜勒蘇隨著疏勒被納入西突厥的勢力範圍。648年起，疏勒開始接受唐帝國安西都護府的保護，唐在疏勒設立疏勒都督府，使疏勒成為安西四鎮之一。651年，疏勒一度被納入西突厥阿史那賀魯麾下，但在657年，唐帝國擊潰西突厥，再次奪得疏勒。663年，唐朝開始與吐蕃的勢力競逐。670年的大非川之戰中，唐軍全軍覆沒，疏勒國的宗主權易手，從此疏勒輪流從屬於雙方，直到692年，唐帝國最終控制了疏勒國。
751年，阿拔斯王朝在怛羅斯戰役擊潰唐朝安西都護府的軍隊，安西都護府全軍回遷漢地，疏勒國轉而成為吐蕃和回鶻汗國爭奪的對象，最終由葛邏祿（Qarluq）部族的熾俟部（Čigil）領有。克孜勒蘇大部分屬於西州回鶻領域，南部屬於于闐國。
九世紀初，蒙古高原上的突厥勢力被吉爾吉斯人重擊，840年，吉爾吉斯人大敗回鶻，回鶻往西南方遷徙，與突厥混血，文化、語言突厥化（葛邏祿化），建立了喀喇汗國，克孜勒蘇此時可能便在回鶻系的喀喇汗國與吉爾吉斯系的黠戛斯之間拉鋸。

### 伊斯蘭時代
915年，喀喇汗薩圖克·博格拉汗（Sultan Satuq Bughra Khan）皈依伊斯蘭教，克孜勒蘇逐漸伊斯蘭化。960年，伊斯蘭教成為喀喇汗國國教，這使喀喇汗國成為最早的突厥系伊斯蘭國家。之後，喀喇汗與信仰佛教的于闐長年戰爭，最終喀喇汗國的優素福‧卡迪耳汗（Yusuf Qadir-Khan）在1006年征服于闐，克孜勒蘇完全成為喀喇汗國領域。
1017年，契丹軍隊西征，引起喀喇汗國內亂，1041年，喀喇汗國分裂成東西兩部，克孜勒蘇為東喀喇汗國（哈侖系）領域 。1134年，西遼征服塔里木盆地，東喀喇汗國臣屬於西遼，克孜勒蘇也連帶進入西遼的影響之下。西遼大多採取宗教寬容政策，直到1211年，乃蠻屈出律篡奪西遼帝位，喀什噶爾一帶的穆斯林與基督徒被強迫改宗佛教，遭到宗教迫害。1218年，成吉思汗派哲別率軍攻打西遼，哲別進入喀什噶爾後宣布宗教自由，西遼屈出律政府慘遭喀什噶爾人民報復，被蒙古消滅。

### 蒙古時代
1225年後，克孜勒蘇成為中亞察合台汗國的領地。1306年，察合台汗國分裂，克孜勒蘇由東察合台汗國（蒙兀兒）統治。1353年，東察合台汗禿忽魯帖木兒（Tughluq Timur）皈依伊斯蘭，伊斯蘭在克孜勒蘇的地位再次上升。1418年成为東察合台汗国（亦力把里）首府大臣朵豁剌惕（杜格拉特）家族的世襲领地，朵豁剌惕部以此為根據地，在1466年進軍喀什噶爾。1514年， 薩亦德打敗了杜格拉特部埃米爾阿布·巴克爾，建立了葉爾羌汗國，一併獲得克孜勒蘇。
1680年，蒙古準噶爾汗噶爾丹進軍葉爾羌，葉爾羌汗國成為附屬於準噶爾的傀儡政權。策妄阿拉布坦繼任準噶爾汗後，將天山以南置於準噶爾汗國的直接統治之下。

### 大清帝國
1757年，清朝擊敗阿睦爾撒納，毀滅準噶爾汗國。定北將軍班第釋放了被蒙古人囚禁在伊犁的阿派克和卓曾孫波羅尼都和霍集占。不久二人發動叛亂，史稱大小和卓之亂。1759年，征服回疆的清軍進駐喀什噶爾，並在當地派駐了總理回疆事務參贊大臣，管理新疆回部的軍政要務。謠傳清軍將由喀什噶爾進軍河中地區，直抵撒馬爾罕，河中的軍政首領求助於阿富汗國父「珍珠汗」愛哈默特沙。由於清軍始終沒有攻打撒馬爾罕，愛哈默特沙從浩罕撤軍，並派遣使節前往北京討論和卓的地位，但由於阿富汗與錫克人戰事頻仍，喀什噶爾與克孜勒蘇最終並沒有成為愛哈默特沙的關注重點。
1826年（道光六年），和卓張格爾（Jahanghir Khoja）在浩罕支持下發起白山派民變，喀什噶爾參贊大臣慶祥戰死。但隔年三月喀什噶爾就被伊犁將軍長齡率領清軍奪回。白山派民變後，喀什噶爾進入一段相對平靜的時期，直到1847年（道光二十七年）的七和卓之亂與1857年的倭里罕（Wali Khan）之亂，兩次戰事為期均為三個多月，造成嚴重傷亡。在1864年（同治三年）同治新疆回亂時，阿古柏（Yakub Beg）以喀什噶爾為根據地，建立哲德沙爾汗國（Yettishar），哲德沙爾意為「七城」，指喀什噶爾、和闐、葉爾羌、揚吉沙赫、阿克蘇、庫車與庫爾勒，克孜勒蘇也在哲德沙爾汗國境內。清政府内部為此發生海防與塞防之爭，最後決定在1872年派出左宗棠攻打阿古柏。1877年，哲德沙爾汗國被清軍所滅，克孜勒蘇回到大清帝國治下。受到浩罕汗國影響，克孜勒蘇的吉爾吉斯（柯爾克孜）族人幾乎都是穆斯林。

### 近現代
1884年（光緒十年），新疆建省，今日克孜勒蘇分屬喀什噶尔道疏勒府、伽师县及阿克苏道乌什厅。
1912（民國元年），新疆都督廢除府州廳，改設道縣。今日克孜勒蘇屬于喀什噶尔道伽师县、疏附县、英吉沙县、蒲犁县及阿克苏道乌什县。
1924年廢道，辖区直属新疆省。1929年，國民政府成立乌恰設治局。
1933年夏季，第一次國共內戰期間，喀什噶爾爆發1933年喀什戰役。維吾爾與吉爾吉斯（柯爾克孜）聯軍由敘利亞阿拉伯人陶菲格·貝伊（Tawfiq Bay）率領，企圖攻占回族將領馬占倉據守的喀什噶爾。11月，沙比提大毛拉、穆罕默德·伊敏在喀什噶爾成立東突厥斯坦第一共和，克孜勒蘇在第一共和境內。
1934年2月6日，青海回族馬家軍第36師馬福元將軍率領回族（東干）軍隊攻打喀什噶爾的維吾爾吉爾吉斯（柯爾克孜）聯軍。4月7日，馬家軍首腦馬仲英抵達喀什噶爾，在艾提尕爾清真寺發表演講，要求維吾爾族效忠南京的中華民國政府。東突厥斯坦第一共和宣告滅亡。
1938年9月，阿圖什設治局成立。將原屬伽師縣的大阿圖什莊和原疏附縣的小阿圖什莊劃歸其管轄。
1940年，成立阿合奇設治局。
1949年，阿合奇县属新疆省阿克苏专区，阿图什县、乌恰县属喀什专区。
1954年7月14日，為了拆解喀什周邊維吾爾與吉爾吉斯（柯爾克孜）的聯合，成立克孜勒苏柯尔克孜自治区，属南疆行政公署；8月，由喀什专区的英吉沙县、疏附县、蒲犁县和乌恰县析置阿克陶县。
1955年2月5日，改称克孜勒苏柯尔克孜自治州，同年新疆省改为新疆维吾尔自治区。
1976年，将阿克陶县划归喀什专区，将喀什专区的伽师县划归克孜勒苏州。
1980年，恢复阿克陶县和伽师县原来的行政归属。
1986年6月，撤销阿图什县，设立阿图什市。

## 地理
克孜勒苏柯尔克孜自治州地处帕米尔高原，山地占全州总面积的90%以上。地势由东南向西北呈梯状上升，东南部为塔里木盆地边缘绿洲和喀什噶尔平原，最低处海拔1197米，北部、西北部为天山南脉和帕米尔高原。山地以克孜勒苏河为界，从乌恰县的北部、阿图什市北部直至阿合奇县全境，为天山南麓；克孜勒苏河以南，从乌恰县西南部直到阿克陶县西部为帕米尔高原和昆仑山山区。自治州境内海拔5000米以上的高山有16座，山顶终年积雪，最厚处达100多米。境内的“冰山之父”慕士塔格峰海拔7546米。公格尔峰海拔7719米，为自治州最高点。山间遍布冰川，主要冰川有20多片，总面积达1960.8平方千米。克孜勒苏柯尔克孜自治州主要平原有阿图什市的恰克玛克-博古孜河中下游冲积平原、阿克陶县的帕米尔山前冲积扇平原、盖孜河-库山河三角洲平原。主要盆地有阿图什市的哈拉峻、吐古买提盆地和乌恰县的黑孜苇盆地。主要谷地有阿合奇县的托什干谷地、阿图什市的上阿图什谷地、阿克陶县的苏巴什谷地和木吉谷地等。这些平原、盆地和谷地一般在海拔1200～3500米之间，为自治州主要的农牧业区。
克孜勒苏柯尔克孜自治州境内沟壑交错、河流纵横，由东北向西南分布有托什干河、博古孜河、恰克玛克河、克孜勒苏河、盖孜河、库山河、叶尔羌河七大水系。自治州南部还有艾格孜牙、且木干、铁列克、克孜勒治业克等大小河流100余条。这些河流大都为内陆河。克孜勒苏柯尔克孜自治州共有天然湖泊18处、35个，其中淡水湖多集中于阿克陶县的布伦口、苏巴什一带，最大的为布伦库勒湖、喀拉库勒湖。阿合奇县西北部山区也有少量淡水湖,多为高山湖泊，一般海拔都在3000米以上，另外还有部分冰湖。咸水湖（盐湖）多分布于阿图什市北部盆地，最大的为硝尔库勒和吐孜苏盖特盐湖。
克孜勒苏柯尔克孜自治州气候属典型的温带大陆气候，其特点是光照充足，干旱少雨，冬季寒冷，夏季炎热，春秋季短促，且气温多变。气候差异极大，垂直反应明显。既有终年永冻的寒冷高山带，又有夏季酷炎的平原区；既有终年不化的冰雪降水带，又有干旱无雨的久旱区。相对温差达16.6℃。 克孜勒苏柯尔克孜自治州总辐射130-140千卡/立方米，高于全国同纬度地区。全年日照时数2700-3000小时，日照百分率62-68%。平原全年积温4100-4700°C，适合各类作物及树木生长；山地半农牧区为2400-2500°C，仅能满足牧草麦类作物及林木生长。平原年平均气温11.2-12.9°C，气温日较差12°C。
| 阿图什市气象数据（1981年至2010年） | 阿图什市气象数据（1981年至2010年） | 阿图什市气象数据（1981年至2010年） | 阿图什市气象数据（1981年至2010年） | 阿图什市气象数据（1981年至2010年） | 阿图什市气象数据（1981年至2010年） | 阿图什市气象数据（1981年至2010年） | 阿图什市气象数据（1981年至2010年） | 阿图什市气象数据（1981年至2010年） | 阿图什市气象数据（1981年至2010年） | 阿图什市气象数据（1981年至2010年） | 阿图什市气象数据（1981年至2010年） | 阿图什市气象数据（1981年至2010年） | 阿图什市气象数据（1981年至2010年） |
| 月份                               | 1月                                | 2月                                | 3月                                | 4月                                | 5月                                | 6月                                | 7月                                | 8月                                | 9月                                | 10月                               | 11月                               | 12月                               | 全年                               |
| ---------------------------------- | ---------------------------------- | ---------------------------------- | ---------------------------------- | ---------------------------------- | ---------------------------------- | ---------------------------------- | ---------------------------------- | ---------------------------------- | ---------------------------------- | ---------------------------------- | ---------------------------------- | ---------------------------------- | ---------------------------------- |
| 历史最高温 °C（°F）                | 19.0 (66.2)                        | 18.6 (65.5)                        | 28.4 (83.1)                        | 34.9 (94.8)                        | 36.0 (96.8)                        | 39.5 (103.1)                       | 41.0 (105.8)                       | 41.8 (107.2)                       | 37.0 (98.6)                        | 30.9 (87.6)                        | 25.1 (77.2)                        | 18.9 (66.0)                        | 41.8 (107.2)                       |
| 平均高温 °C（°F）                  | 0.3 (32.5)                         | 6.0 (42.8)                         | 14.4 (57.9)                        | 22.6 (72.7)                        | 27.6 (81.7)                        | 31.5 (88.7)                        | 33.5 (92.3)                        | 32.5 (90.5)                        | 27.7 (81.9)                        | 20.2 (68.4)                        | 10.8 (51.4)                        | 2.0 (35.6)                         | 19.1 (66.4)                        |
| 日均气温 °C（°F）                  | −4.7 (23.5)                        | −0.7 (30.7)                        | 9.0 (48.2)                         | 16.7 (62.1)                        | 21.5 (70.7)                        | 25.3 (77.5)                        | 27.1 (80.8)                        | 26.2 (79.2)                        | 21.3 (70.3)                        | 13.8 (56.8)                        | 4.9 (40.8)                         | −2.8 (27.0)                        | 13.1 (55.6)                        |
| 平均低温 °C（°F）                  | −8.8 (16.2)                        | −4.2 (24.4)                        | 3.8 (38.8)                         | 10.9 (51.6)                        | 15.6 (60.1)                        | 19.1 (66.4)                        | 20.9 (69.6)                        | 20.0 (68.0)                        | 15.1 (59.2)                        | 7.7 (45.9)                         | −0.2 (31.6)                        | −6.6 (20.1)                        | 7.8 (46.0)                         |
| 历史最低温 °C（°F）                | −20.5 (−4.9)                       | −20.7 (−5.3)                       | −7.9 (17.8)                        | −0.1 (31.8)                        | 4.1 (39.4)                         | 8.1 (46.6)                         | 11.4 (52.5)                        | 11.5 (52.7)                        | 6.5 (43.7)                         | −2.2 (28.0)                        | −12.6 (9.3)                        | −19.9 (−3.8)                       | −20.7 (−5.3)                       |
| 平均降水量 mm（）                  | 2.7 (0.11)                         | 4.9 (0.19)                         | 8.6 (0.34)                         | 6.4 (0.25)                         | 13.0 (0.51)                        | 12.3 (0.48)                        | 13.6 (0.54)                        | 13.5 (0.53)                        | 10.2 (0.40)                        | 6.7 (0.26)                         | 2.5 (0.10)                         | 2.4 (0.09)                         | 96.8 (3.8)                         |
| 平均相對濕度（％）                 | 62                                 | 50                                 | 38                                 | 30                                 | 30                                 | 30                                 | 32                                 | 35                                 | 38                                 | 42                                 | 52                                 | 64                                 | 42                                 |
| 来源：中国气象数据网               |                                    |                                    |                                    |                                    |                                    |                                    |                                    |                                    |                                    |                                    |                                    |                                    |                                    |

## 政治

### 现任领导
| 机构     | · 中国共产党 · 克孜勒苏柯尔克孜自治州 · 委员会 | 克孜勒苏柯尔克孜自治州 人民代表大会 常务委员会 | 克孜勒苏柯尔克孜自治州 人民政府 | · 中国人民政治协商会议 · 克孜勒苏柯尔克孜自治州 · 委员会 |
| 职务     | 书记                                           | 主任                                           | 州长                            | 主席                                                     |
| -------- | ---------------------------------------------- | ---------------------------------------------- | ------------------------------- | -------------------------------------------------------- |
| 姓名     | 王学东                                         | 吾曲孔·买买提肉孜                              | 吾肉孜阿力·哈西哈尔巴依         | 古丽夏提·西尔艾力（女）                                  |
| 民族     | 汉族                                           | 柯尔克孜族                                     | 柯尔克孜族                      | 维吾尔族                                                 |
| 籍贯     |                                                | 新疆维吾尔自治区阿合奇县                       | 新疆维吾尔自治区乌恰县          | 新疆维吾尔自治区和田市                                   |
| 出生日期 |                                                | 1964年12月（60歲）                             | 1973年12月（51歲）              | 1966年10月（58歲）                                       |
| 就任日期 | 2022年8月                                      | 2022年1月                                      | 2022年4月                       | 2017年1月                                                |

### 行政区划
克孜勒苏州下辖1个县级市、3个县。
- 县级市：阿图什市
- 县：阿克陶县、阿合奇县、乌恰县

该州全境皆为边境管理区，非本地居民须办理通行证件方可前往。

## 人口
2022年末，全州常住人口62.47万人，其中：城镇常住人口 20.12万人。城镇化率33.17%，比上年末提高0.77个百分点。出生率8.52%，死亡率5.62%，自然增长率0.35%。
根据2020年第七次全国人口普查，全州常住人口为622,222人。同第六次全国人口普查的525,570人相比，十年共增加了96,652人，增长18.39%，年平均增长率为1.7%。其中，男性人口为320,035人，占总人口的51.43%；女性人口为302,187人，占总人口的48.57%。总人口性别比（以女性为100）为105.91。0－14岁的人口为184,369人，占总人口的29.63%；15－59岁的人口为383,342人，占总人口的61.61%；60岁及以上的人口为54,511人，占总人口的8.76%，其中65岁及以上的人口为36,633人，占总人口的5.89%。居住在城镇的人口为196,318人，占总人口的31.55%；居住在乡村的人口为425,904人，占总人口的68.45%。

### 民族
常住人口中，汉族人口35629人，占总人口的6.78%，各少数民族人口489941人，占总人口的93.22%。雖然名為柯爾克孜自治區，但居民中仍以維吾爾族為大宗。
| 民族名称                | 维吾尔族 | 柯尔克孜族 | 汉族  | 塔吉克族 | 回族 | 哈萨克族 | 藏族 | 土家族 | 乌孜别克族 | 蒙古族 | 其他民族 |
| ----------------------- | -------- | ---------- | ----- | -------- | ---- | -------- | ---- | ------ | ---------- | ------ | -------- |
| 人口数                  | 339926   | 143582     | 35629 | 5547     | 447  | 88       | 51   | 49     | 44         | 40     | 167      |
| 占总人口比例（%）       | 64.68    | 27.32      | 6.78  | 1.06     | 0.09 | 0.02     | 0.01 | 0.01   | 0.01       | 0.01   | 0.03     |
| 占少数民族人口比例（%） | 69.38    | 29.31      | ---   | 1.13     | 0.09 | 0.02     | 0.01 | 0.01   | 0.01       | 0.01   | 0.03     |

## 全国重点文物保护单位
- 艾比甫·艾洁木麻扎

## 国家级非物质文化遗产
- 玛纳斯 (史诗)